# Batumi RC
Batumi Rugby Club es un equipo profesional de rugby de Georgia con sede en la ciudad de Batumi.
Participa en el Didi 10, el principal torneo de rugby de Georgia y desde 2022 participa en la Super Cup europea.

## Historia
El club fue fundado en 1969 como Datvebi Batumi, nombre que utilizó hasta el año 2005.
Desde el año 1998 compite en la Didi 10 en la cual ha logrado 4 consagraciones.
En 2022 ingresó a la Rugby Europe Super Cup, en reemplazo de los clubes rusos excluidos de la competencia a consecuencia de la invasión rusa de Ucrania.

## Palmarés
- Didi 10 (4): 1999, 2002, 2019, 2022
- Copa de Georgia (2): 2001, 2002